# Theretra sumatrensis
Theretra sumatrensis là một loài bướm đêm thuộc họ Sphingidae. Nó được tìm thấy ở south-Đông Á.